# Birthday (EARTHSHAKERのアルバム)
『Birthday』（バースデー）は、EARTHSHAKERの13枚目のオリジナル・アルバム。

## 概要
フルアルバムとしては、1993年のアルバム『REAL』以来、8年ぶりであり、再結成後の初のオリジナル・アルバムである。

## 収録曲
（全作詞（特記以外）：西田昌史、全作曲（特記以外）：石原慎一郎）
1. Birthday Song
2. マシンガン・マッシュルーム
後に再録ベスト・アルバム『earthshaker.jp/type A』に収録された[3][4]。
3. Try to hold on
4. 家路
  - 作曲：西田昌史

後に再録ベスト・アルバム『earthshaker.jp/type A』に収録された[3][4]。
5. 灰になるまで
  - 作詞：石原慎一郎
6. 溜息と沈黙
7. TOUGH
8. アシオト
9. 瞳に残る炎
  - 作詞：石原慎一郎
10. 七つの色と空
11. 誇りであるために
  - 作曲：西田昌史